# Hästgölen, Småland
Hästgölen är en sjö i Hylte kommun i Småland och ingår i Nissans huvudavrinningsområde.